# Cambodia Airways
Cambodia Airways Co., Ltd., opérant sous le nom de Cambodia Airways, est une compagnie aérienne basée à Phnom Penh au Cambodge . Le slogan de la société est Les ailes du Cambodge.

## L'histoire
La compagnie est créée le 11 septembre 2017 et prend son premier envol le 10 juillet 2018. À la fin du mois d'août 2019, Cambodia Airways dessert huit liaisons de son hub de Phnom Penh à Siem Reap et Sihanoukville pour les vols intérieurs et pour les vols internationaux vers Macao; Taipei; Taichung (tous deux à Taiwan pour les vols charters), Bangkok (Suvarnabhumi) et Fuzhou (Chine continentale).

## Flotte

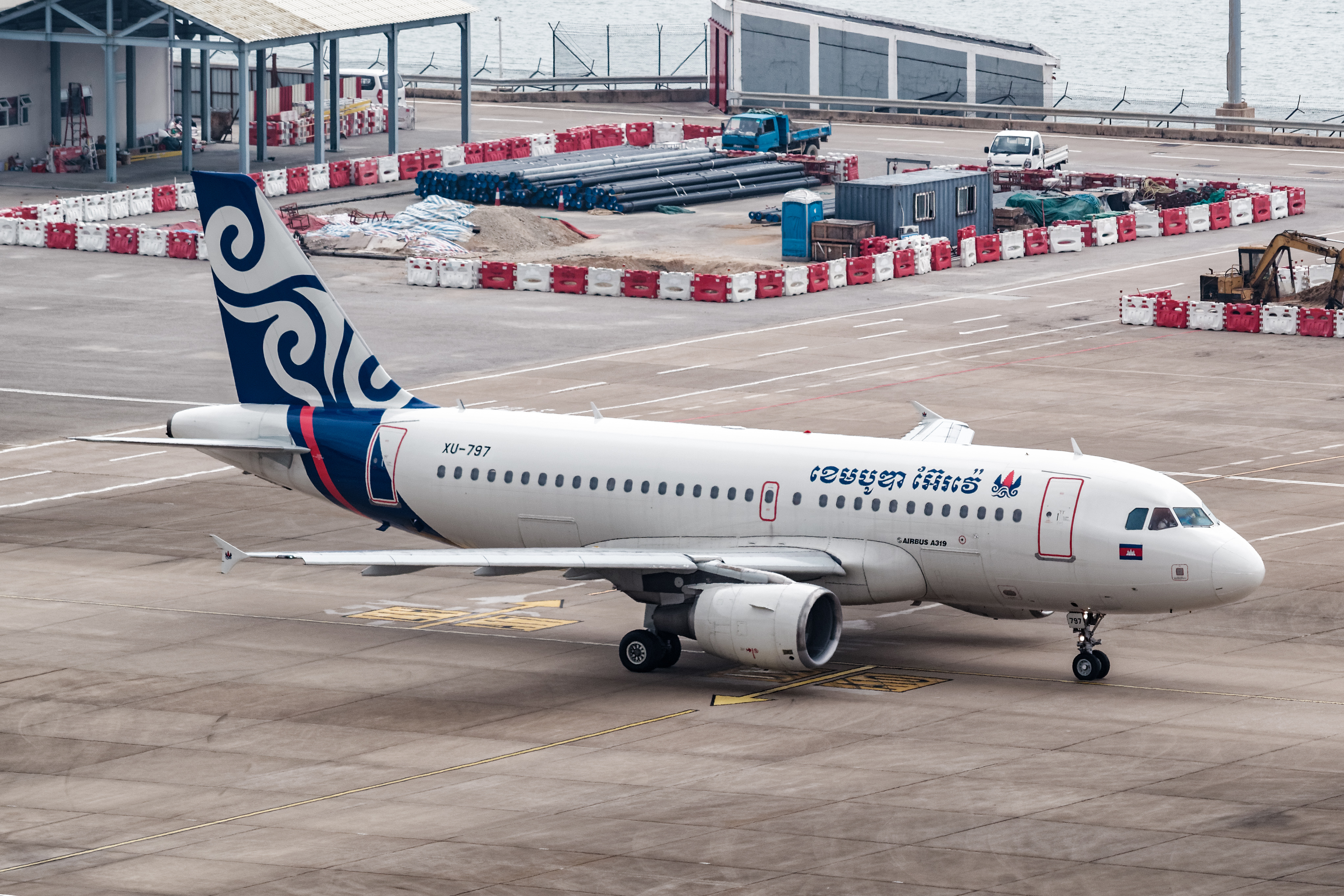
Cambodia Airways A319-100 à l'aéroport international de Macao (2018)

Depuis septembre 2020, la flotte de Cambodia Airways se compose des aéronefs suivants: